# Cine Maior
Cine Maior é uma sessão de filmes da Record, que estreou originalmente em 2007, mas esteve no ar de 5 de abril de 2020 a 18 de agosto de 2024, retornando em 5 de janeiro de 2025, até 27 de abril de 2025, e retornando no dia 25 de maio de 2025, com exibição aos domingos, às 11h00.

## História
Não se sabe ao certo quando ela estreou, pois ela era uma sessão esporádica (possivelmente em 2007). Já foi exibida em 2011, ás 22h15 da noite, e saiu do ar em 2012.
Em 2013, a sessão voltou ao ar novamente, e agora sendo exibida aos sábados, geralmente ás 17h30 ou 20h30, mas saindo do ar no mesmo ano.
No dia 24 de dezembro de 2018, foi exibido o Cine Maior Especial, logo após o Balanço Geral, com o filme Jesus de Nazaré
Retornou a grade em 26 de janeiro de 2020, substituindo as reprises do Domingo Show, ficando no ar até 1 de março.
Em 5 de abril de 2020, com o cancelamento do Domingo Show, a sessão voltou a ser exibida aos domingos. O motivo foi por conta da pandemia de COVID-19 segundo um comunicado da emissora. No entanto, a nova fase do programa amargava baixos índices de audiência. Desde então, a sessão estava sendo exibida em definitivo na grade da Record, até deixar novamente a programação da emissora em 18 de agosto de 2024. No seu lugar, o canal exibiu a primeira temporada do Acerte ou Caia, que posteriormente seria renovado e fixo na programação.
Em dezembro de 2024, é anunciado o retorno da sessão, em substituição ao Domingo Record, que não apresentou bons índices de audiência e foi extinto da grade da emissora, reestreando no dia 5 de janeiro de 2025.
Em 27 de abril de 2025 foi ao ar o último Cine Maior, deixando provisoriamente a programação e sendo substituído pelo Power Couple Brasil.
Em 24 de maio de 2025 é anunciado de última hora o retorno do Cine Maior, reestreando no dia 25 de maio após os baixos índices de audiência do Power Couple Brasil, que variava entre 2 a 3 pontos, enquanto a sessão de filmes possuía mais público e entregava em alta para a atração seguinte, o Acerte ou Caia!
Em 20 de julho de 2025, a sessão  é novamente retirada do ar, para a exibição do game show Game dos 100.
Desde 17 de agosto de 2025, a sessão passará a ser exibida em novo horário, as 11h da manhã, em substituindo a série Todo Mundo Odeia o Chris, com o objetivo de alavancar a audiência da faixa horária, que sofre constantes derrotas para o SBT.

## Audiência
A sessão de filmes não costuma dar grandes índices de audiência, mas em algumas ocasiões oscila na vice-liderança, apresentando desempenho superior aos programas transmitidos anteriormente na faixa em que é exibido. No dia 26 de dezembro de 2021, a sessão exibiu o filme Jumanji e marcou apenas 3,8 pontos de média, ficando atrás do SBT, que estava marcando 7 pontos com o Domingo Legal.
Para tentar reerguer a audiência e mergulhar na popularidade do filme Homem-Aranha: Sem Volta Para Casa, no dia 2 de janeiro de 2022, a sessão exibiu o inédito Homem-Aranha: Longe de Casa. O filme marcou 5,7 pontos, sendo até então a maior audiência da sessão de filmes.
No dia 17 de março de 2024 teve o seu pior índice desde o início da sessão exibindo o filme Perigo por Encomenda, marcando apenas 2.4 pontos
Em seu retorno na grade dominical da emissora, no dia 5 de janeiro de 2025, o Cine Maior registrou 3.6 pontos exibindo o filme Aprendiz de Espiã, superando todas as edições do Domingo Record.
Em seu novo retorno na programação da emissora em 25 de maio de 2025, com o filme Invasão a Casa Branca, o Cine Maior registrou 4.1 pontos, superando a audiência dos domingos anteriores ocupados pelo Power Couple Brasil.